# Een beetje van dit
Een beetje van dit is een single van Vulcano.

## Achtergrond
Vulcano zong Een beetje van dit tijdens het Nationaal Songfestival 1983 in Den Haag. Vulcano timmerde toen al een aantal jaren aan de weg en haalde soms net aan de hitparades, dan wel net niet. Een beetje van dit werd tijdens dat Nationaal Songfestival vlak achter Sing me a song door Bernadette gezongen. Een beetje van dit werd op één punt verslagen en Bernadette kon zich opmaken voor het Eurovisiesongfestival 1983.
Polydor bracht nog een internationale versie uit:
- A little bit of this (Engels)
- Ein bißchen wie die (Duits)

In 2012 nam het Belgische duo Sha-Na het op en haalde de Belgische tipparade.

## Hitnotering
Vulcano kon zich opmaken voor flink wat weken in de Nederlandse hitparades, terwijl Bernadette daarin nauwelijks scoorde.

### Nederlandse Top 40
| Positie: | 25 | 14 | 11 | 8 | 7 | 7 | 11 | 23 | 34 | uit |

### NederlandseNationale Hitparade
| Positie: | 23 | 16 | 9 | 7 | 7 | 9 | 13 | 23 | 33 | uit |

### BelgischeBRT Top 30
| Positie: | 14 | 8 | 14 | 10 | uit |